# Club Universidad Nacional
El Club Universidad Nacional és un club de futbol mexicà de la ciutat de Mèxic. És conegut popularment com a Pumas de la UNAM o simplement Pumas
Auriazules i a Espanya com UNAM Pumas. Representa la Universitat Nacional Autònoma de Mèxic (UNAM).

## Història
L'any 1937, durant el rectorat de Luis Chico Goerne, es va fer la petició perquè un equip representatiu de la Universitat Nacional Autònoma de Mèxic ingressés a la Lliga Amateur del Districte Federal, essent rebutjada i escollit en el seu lloc l'equip del Marte, que s'uní a Espanya, Astúrias, América, Necaxa i Atlante. L'any 1940 el rector Gustavo Baz Prada li va encarregar la preparació de l'equip de la Universitat al costa-riqueny Rodolfo Muños "Butch", qui jugava amb el Club Espanya. L'equip universitari es componia de jugadors de les diferents escoles i facultats de la Institució. Muños va romandre en aquest lloc durant 13 anys. Roberto "El Tapatío" Méndez, entrenador de futbol americà, va decidir, entre 1942 i 1946 que el malnom per a l'esquadra universitària fora el de Pumas, un nom que s'esqueia a un bon futbolista, fort, agressiu, valent, ràpid i intel·ligent.
El 1954 l'equip va ser acceptat en la Segona Divisió. Després de tres anys l'equip va demanar un permís per a absentar-se de la competència durant un any amb la finalitat de reestructurar-se. Els Pumas van ascendir a primera divisió en la temporada 1961-62 després de vèncer el Cataluña de Torreón per 5-1.
El club ha guanyat cinc vegades el campionat mexicà. La temporada 1976-77 acabà líder de la fase regular amb 50 punts, amb 19 partits guanyats, 12 empatats i 7 derrotes amb 67 gols a favor i 43 en contra. A la final derrotaren els Leones Negros de la Universitat de Guadalajara. En aquesta temporada es produí el debut d'Hugo Sánchez al club. La temporada 1980-81 l'equip va acabar en primer lloc del Grup 4, i segon de la taula general amb 49 punts, darrere dels Tecos. A la final derrotà el Cruz Azul per un agregat de 4-2 (0-1, 4-1). L'equip era dirigit pel iugoslau Bora Milutinovic. La temporada 1990-1991, dirigits per Miguel Mejía Barón, acabaren líders de la fase regular amb 55 punts, i a la final es desferen del Club América. Al Clausura 2004 l'equip fou el segon amb millor puntuació a la fase regular. El títol es decidí davant el CD Guadalajara en els penals, després d'un empat en el marcador global d'1-1. L'Obertura 2004 comença amb el triomf assolit pel club al Trofeu Santiago Bernabéu, on derrotà el Reial Madrid. Al campionat mexicà derrotà a la final al Monterrey amb un gol de Francisco Fonseca. Aquests dos últims títols van ser dirigits per l'exfutbolista Hugo Sánchez.

## Palmarès

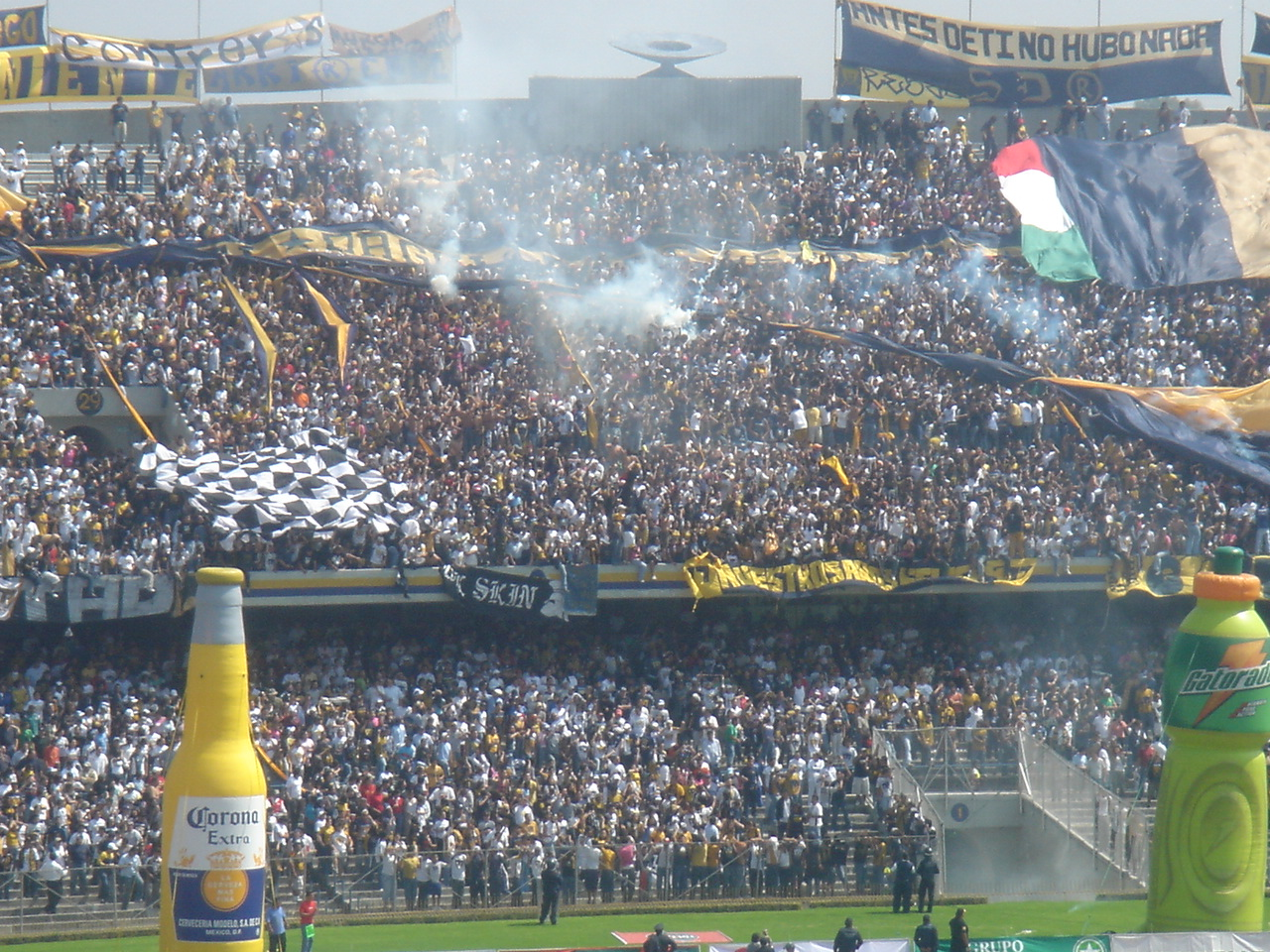
Afició dels Pumas

### Era professional
- Lliga mexicana de futbol (7): 1976-77, 1980-81 1990-91, Clausura 2004, Obertura 2004, Clausura 2009, Obertura 2011
- Copa Mèxic (1): 1975
- Campió de Campions (2): 1975, 2004
- Segona divisió de Mèxic (1): 1961-62

### Tornejos internacionals
- Copa de Campions de la CONCACAF (3): 1980, 1982, 1989
- Copa Interamericana (1): 1981.

## Jugadors destacats
- Enrique Borja
- Aarón Padilla
- Leonardo Cuellar
- Luis Flores
- Manuel Negrete
- Alberto García Aspe
- Luis García Postigo
- Jorge Campos
- Claudio Suárez
- Hugo Sánchez Márquez

## Equips filials
- Pumas Morelos
- Pumas Naucalpan
- Prepa Pumas
- Pumas CCH